# Catherine Breillat
Catherine Breillat, född 13 juli 1948 i Bressuire, är en fransk filmskapare, manusförfattare och professor i auteurfilm vid European Graduate School.
Breillat inledde sin karriär som författare och skådespelare. Hon regidebuterade 1976 med Une vraie jeune fille och sedan dess har hon under 40 år etablerat sig som en tongivande regissör i fransk film. Breillats filmer vill ofta normalisera tidigare tabubelagda ämnen och skildrar ofta kvinnors sexuella uppvaknanden som i Romance (1999), Till min syster (2001) och Sex is comedy (2002).
Breillat har ett engagemang för kvinnor och kamp mot censurlagar. 2023 tilldelades hon Stockholm Visionary Award.

## Filmografi i urval
- 1975 – Catherine & Cie (manus)
- 1976 – Bilitis 16 år (manus)
- 1979 – Tapage nocturne (regi och manus)
- 1985 – Police (manus)
- 1991 – Sale comme un ange (regi och manus)
- 1999 – Romance (regi  och manus)
- 2001 – Till min syster (regi och manus)
- 2002 – Sex is comedy  (regi och manus)
- 2007 – Une vielle maîtresse (regi och manus)
- 2023 – En sommar (regi och manus)